# 谷口光貴
谷口 光貴（たにぐち ひろき、1992年12月18日 - ）は、日本のプロバスケットボール選手。ポジションはシューティングガード。B.LEAGUEの横浜ビー・コルセアーズに所属している。

## 来歴
奈良県出身。両親はバスケットボールの指導者であり、兄（谷口大智）と姉も選手であるバスケットボール一家である。
小学校2年でバスケットボールチームに入り、中学卒業後、兄と同じ洛南高等学校に進学する。その後、中央大学法学部法律学科に入学し、中央大学バスケットボール部に入部。4年次にはキャプテンを務めた。
大学を卒業した直後の2015年4月に、NBL・東芝ブレイブサンダース神奈川に晴山ケビン、野本建吾と共に入部する。この時2014-15シーズンの終盤であり、谷口はこのシーズンの公式戦7試合に出場した。
次の2015-16シーズンはレギュラーシーズン41試合に出場し、1試合平均出場時間9.5分、2.9得点を記録した。このシーズン、東芝はNBLファイナルでアイシンシーホース三河を破り、谷口はNBL最後のシーズンの優勝メンバーに名を連ねた。
シーズン終了後、2016年のB.LEAGUE発足により、チームは実業団からプロチームに改組し、チーム名も「川崎ブレイブサンダース」に変更。谷口は2016年6月10日にブレイブサンダースと選手契約を結び、プロ選手となった。
2019年6月17日、滋賀レイクスターズに移籍。
2021年1月、B2の香川ファイブアローズに期限付き移籍。6月、香川と2021-22シーズンの契約を更新した。2022年3月16日の熊本戦でキャリアハイの30得点を記録した。
2022年オフ、熊本ヴォルターズに移籍。田渡凌とともに副キャプテンに就任した。
2023年6月6日、熊本との契約を解除し退団。在籍中は3P成功率37.8％（リーグ3位）を挙げるなど、チームの得点力底上げに貢献した。
2023年6月23日、ライジングゼファーフクオカと新規選手契約を締結。
2025年6月25日、横浜ビー・コルセアーズと新規選手契約を締結。

## 家族構成
バスケットボール選手の谷口大智は兄。姉も大阪薫英女学院在学中にウィンターカップ出場を果たした

## 個人成績
| シーズン    | チーム     | GP | GS | MPG  | FG%  | 3P%  | FT%   | RPG | APG | SPG | BPG | TO  | PPG  |
| ----------- | ---------- | -- | -- | ---- | ---- | ---- | ----- | --- | --- | --- | --- | --- | ---- |
| NBL 2014-15 | 東芝神奈川 | 7  | 0  | 5.1  | .421 | .429 | -     | 1.3 | 0.4 | 0.3 | 0.0 | 0.1 | 2.7  |
| NBL 2015-16 | 東芝神奈川 | 41 | 1  | 9.5  | .331 | .329 | .700  | 0.7 | 0.5 | 0.2 | 0.1 | 1.0 | 2.9  |
| B1 2016-17  | 川崎       | 39 |    | 7.4  | .330 | .281 | 1.000 | 0.5 | 0.8 | 0.2 | 0.1 | 0.6 | 2.0  |
| B1 2017-18  | 川崎       | 48 |    | 10.0 | .324 | .275 | .786  | 0.9 | 0.7 | 0.3 | 0.1 | 0.6 | 2.5  |
| B1 2018-19  | 川崎       | 27 |    | 7.0  | .333 | .306 | .500  | 0.6 | 0.3 | 0.1 | 0   | 0.3 | 1.9  |
| B1 2019-20  | 滋賀       | 24 |    | 8.1  | .356 | .262 | .667  | 0.9 | 0.3 | 0.2 | 0   | 0.2 | 2.3  |
| B1 2020-21  | 滋賀       | 26 |    | 12.0 | .330 | .344 | 1.000 | 1.0 | 0.4 | 0.3 | 0.1 | 0.4 | 3.5  |
| B2 2020-21  | 香川       | 23 |    | 27.4 |      |      |       |     |     |     |     |     | 11.6 |
| B2 2021-22  | 香川       |    |    |      |      |      |       |     |     |     |     |     |      |

## 参考資料
1. 1 2  “メンバー紹介”.   中央大学バスケットボール部. 2016年9月16日閲覧。
2. 1 2 3  “谷口 光貴”.   川崎ブレイブサンダース. 2016年9月16日閲覧。
3. 1 2  “注目のイケメンプレイヤー! NEXT 7 谷口光貴”. フジテレビバスケットボールブースタークラブ.   フジテレビジョン (2016年8月17日). 2016年9月16日閲覧。
4. ↑  『新入部員紹介』（プレスリリース）2015年4月1日。2016年9月16日閲覧。
5. ↑  “川崎ブレイブサンダース選手契約締結のお知らせ” (2016年6月10日). 2016年9月16日閲覧。
6. ↑  “谷口光貴選手 契約（新規）締結のお知らせ”. 滋賀レイクスターズ. 2020年2月20日閲覧。
7. ↑  “期限付き移籍契約締結のお知らせ”. 滋賀レイクスターズ. 2021年1月27日閲覧。
8. ↑  香川が谷口光貴と契約合意「昇格、優勝をつかみ取れるよう全力を尽くします」バスケットボールキング2021年6月9日
9. ↑  “谷口光貴選手 2022-23シーズン 契約合意のお知らせ”. 熊本ヴォルターズ. 2023年3月7日閲覧。
10. ↑  “#15 谷口光貴選手 契約解除および自由交渉選手リスト公示のお知らせ”. 熊本ヴォルターズ (2023年6月6日). 2023年6月8日閲覧。
11. ↑  “谷口光貴選手 移籍先決定のお知らせ”. 熊本ヴォルターズ (2023年6月23日). 2023年6月23日閲覧。
12. ↑  “【新規】谷口光貴選手契約締結のお知らせ”. ライジングゼファー福岡 (2023年6月23日). 2023年6月23日閲覧。
13. ↑  “谷口光貴選手 2025-26シーズン 選手契約締結(新規)のお知らせ”. 横浜ビー・コルセアーズ (2025年6月25日). 2025年6月25日閲覧。
14. ↑  “【バスケット】ウインターカップ2009展望・女子編”.   JSports (2009年12月16日). 2015年9月11日閲覧。